# Діастроми
Діастроми (рос. диастромы, англ. diastromes, нім. Diaströme) – тріщини окремості в гірських породах, які проходять паралельно шаруватості. 
В осадових скельних гірських породах тріщини окремості збігаються з шаруватістю.